# Pseudoflustra birulai
Pseudoflustra birulai is een mosdiertjessoort uit de familie van de Smittinidae. De wetenschappelijke naam van de soort is voor het eerst geldig gepubliceerd in 1929 door Kluge.